# Euryplatea eidmanni
Euryplatea eidmanni är en tvåvingeart som beskrevs av Schmitz 1941. Euryplatea eidmanni ingår i släktet Euryplatea och familjen puckelflugor. Inga underarter finns listade i Catalogue of Life.

## Bildgalleri

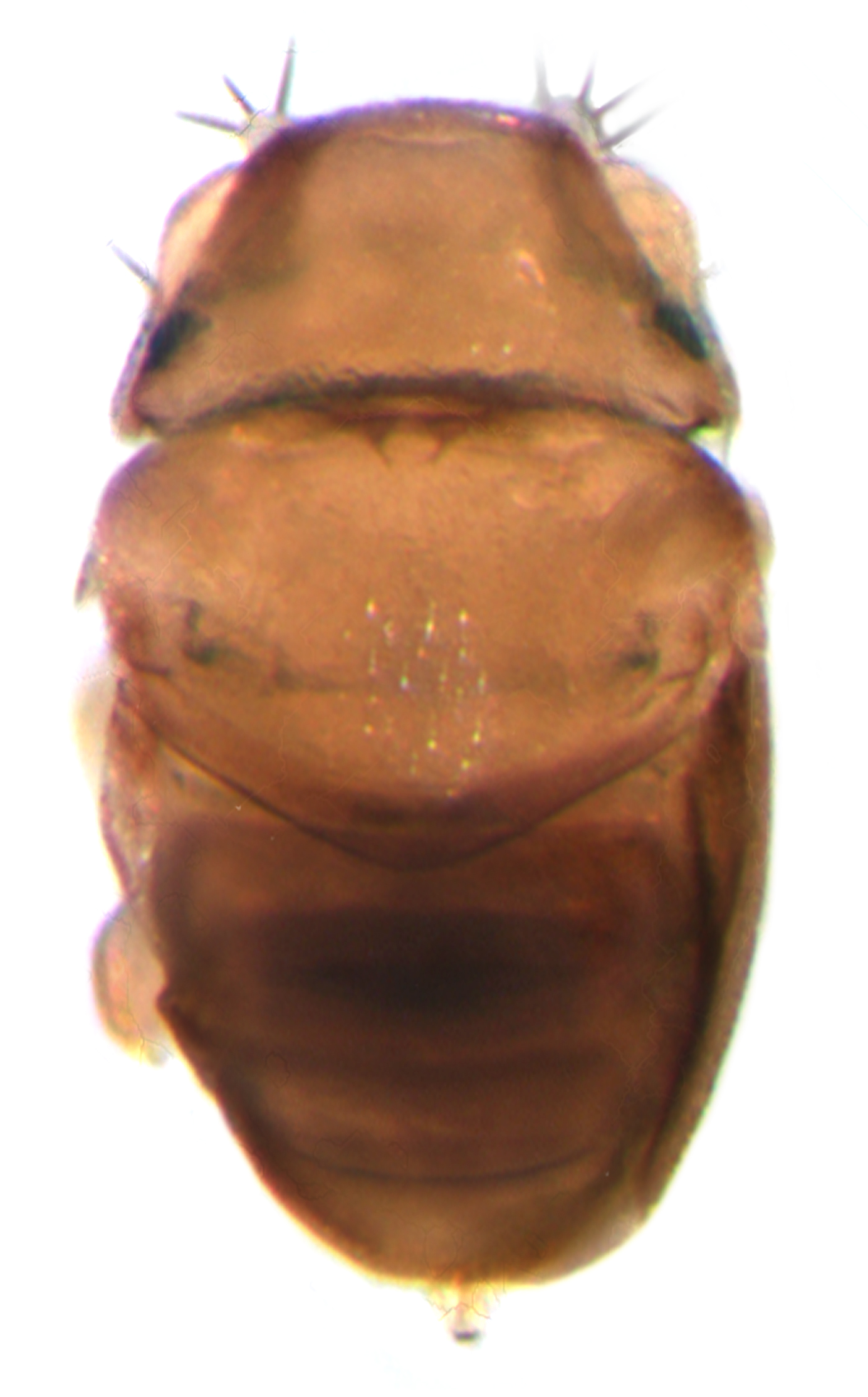